# One Last Stop
One Last Stop é um romance LGBT de 2021 da autoria de Casey McQuiston. A protagonista é uma mulher chamada August Landry, uma pseudo-detetive cínica que se apaixona por uma mulher que conhece no metro chamada Jane Su, uma lésbica punk da década de 1970 que se perdeu em viagens no tempo e ficou presa no metro.

## Antecedentes
One Last Stop é o segundo romance publicado por Casey McQuiston. No tema de viajar no tempo, McQuiston inspirou-se na série de TV Outlander. Numa entrevista ao Insider, McQuiston disse que se interessou em centrar a história no metro por ver "o transporte público como um espaço liminar onde a sua vida se cruza com a vida de outra pessoa cinco milhões de vezes durante meio segundo".

## Premissa
August Landry é uma mulher bissexual de 23 anos que se muda para Nova Iorque para esquecer a sua vida antiga. Ela é muito cínica e está determinada a deixar tudo da sua vida antiga para trás, não acreditando no amor ou na amizade. Ela também está a tentar superar a busca obsessiva da sua mãe pelo seu tio desaparecido. Em Nova Iorque, ela encontra colegas de quarto que também são membros da comunidade Queer. Ela arranja trabalho num restaurante chamado "Pancake Billy's House of Pancakes". No caminho para a faculdade, no metro, August vai contra uma mulher, Jane, e apaixona-se. À medida que as duas se vão conhecendo, Jane revela que só sabe o seu nome porque estava escrito na parte de dentro do seu casaco e que ela é, na verdade, dos anos 1970. August tem de desenterrar as suas habilidades de detetive e encontrar uma maneira de levar Jane de volta para o seu tempo, bem como salvar a Pancake Billy's House of Pancakes da Gentrificação, enquanto aprende a ser mais aberta às outras pessoas.

## Personagens

### Personagens principais
- August Landry, uma estudante universitária de 23 anos que vive em Nova Iorque. O seu interesse amoroso é Jane Su.
- Biyu "Jane" Su, uma lésbica punk deslocada em sua época dos anos 1970 que está presa numa carruagem do metro. O seu interesse amoroso é August Landry.
- Niko, um dos colegas de quarto de August. Ele é um médium psíquico a tempo parcial e bartender também a tempo parcial. O seu interesse amoroso é Myla.
- Myla, uma das colegas de quarto de August. Ela é uma artista que faz arte com ossos. O seu interesse amoroso é Niko.
- Wes, um dos colegas de quarto de August e tatuador. O seu interesse amoroso é Isaías.

## Recepção
Seguindo os passos do primeiro livro de McQuiston, Red, White & Royal Blue, One Last Stop recebeu críticas positivas.
One Last Stop foi indicado ao Goodreads Choice Awards na categoria de melhor romance de 2021. O livro também foi colocado em sexto lugar entre os dez melhores romances de 2021 para a Bookpage.